# Élections législatives de 2017 dans la Loire-Atlantique
Les élections législatives françaises de 2017 se déroulent les 11 et 18 juin 2017. Dans le département de la Loire-Atlantique, dix députés sont élus dans le cadre de dix circonscriptions.

## Élus
| Circonscription                                 | Député sortant            | Parti | Parti | Député élu ou réélu   | Parti | Parti |
| ----------------------------------------------- | ------------------------- | ----- | ----- | --------------------- | ----- | ----- |
| 1re                                             | François de Rugy          |       | PE    | François de Rugy      |       | REM   |
| 2e                                              | Marie-Françoise Clergeau* |       | PS    | Valérie Oppelt        |       | REM   |
| 3e                                              | Karine Daniel             |       | PS    | Anne-France Brunet    |       | REM   |
| 4e                                              | Dominique Raimbourg       |       | PS    | Aude Amadou           |       | REM   |
| 5e                                              | Michel Ménard             |       | PS    | Sarah El Haïry        |       | MoDem |
| 6e                                              | Yves Daniel               |       | PS    | Yves Daniel           |       | REM   |
| 7e                                              | Christophe Priou*         |       | LR    | Sandrine Josso        |       | REM   |
| 8e                                              | Marie-Odile Bouillé*      |       | PS    | Audrey Dufeu-Schubert |       | REM   |
| 9e                                              | Monique Rabin             |       | PS    | Yannick Haury         |       | MoDem |
| 10e                                             | Sophie Errante            |       | PS    | Sophie Errante        |       | REM   |
| * député sortant ne se représentant pas en 2017 |                           |       |       |                       |       |       |

## Rappel des résultats départementaux des élections de 2012
| Parti          | Parti                                            | Premier tour | Premier tour | Second tour | Second tour | Sièges |  |
| Parti          | Parti                                            | Voix         | %            | Voix        | %           | Sièges |  |
| -------------- | ------------------------------------------------ | ------------ | ------------ | ----------- | ----------- | ------ |  |
|                | Parti socialiste                                 | 225 804      | 40,26        | 192 304     | 48,78       | 8      |  |
|                | Europe Écologie Les Verts                        | 45 624       | 8,13         | 23 922      | 6,07        | 1      |  |
|                | Divers gauche (dont MRC)                         | 3 031        | 0,54         |             |             | 0      |  |
|                | Majorité présidentielle                          | 274 459      | 48,93        | 216 226     | 54,84       | 9      |  |
|                |                                                  |              |              |             |             |        |  |
|                | Union pour un mouvement populaire                | 119 586      | 21,32        | 124 688     | 31,62       | 1      |  |
|                | Nouveau centre                                   | 21 837       | 3,89         | 29 559      | 7,50        | 0      |  |
|                | Alliance centriste                               | 19 357       | 3,45         | 23 796      | 6,03        | 0      |  |
|                | Divers droite (dont DLR et PCD)                  | 13 564       | 2,42         |             |             | 0      |  |
|                | Parti radical                                    | 9 858        | 1,76         | 0           |             |        |  |
|                | Droite parlementaire                             | 174 344      | 31,08        | 178 043     | 46,16       | 1      |  |
|                |                                                  |              |              |             |             |        |  |
|                | Front national                                   | 47 971       | 8,55         |             |             | 0      |  |
|                | Front de gauche                                  | 29 014       | 5,17         | 0           |             |        |  |
|                | Mouvement démocrate                              | 10 332       | 1,84         | 0           |             |        |  |
|                | Divers écologiste (dont LT, AEI, FEA, MEI et GE) | 6 759        | 1,21         | 0           |             |        |  |
|                | Extrême gauche (dont LO, NPA et le POI)          | 4 505        | 0,80         | 0           |             |        |  |
|                | Régionaliste                                     | 2 838        | 0,51         | 0           |             |        |  |
|                | Divers                                           | 795          | 0,14         | 0           |             |        |  |
|                |                                                  |              |              |             |             |        |  |
| Inscrits       | Inscrits                                         | 936 108      | 100,00       | 586 367     | 100,00      | 10     |  |
| Abstentions    | Abstentions                                      | 367 506      | 39,26        | 278 967     | 47,58       |        |  |
| Votants        | Votants                                          | 568 602      | 60,74        | 404 400     | 68,97       |        |  |
| Blancs et nuls | Blancs et nuls                                   | 7 727        | 1,36         | 10 142      | 2,57        |        |  |
| Exprimés       | Exprimés                                         | 560 875      | 98,64        | 394 258     | 97,49       |        |  |

## Résultat

### Résultats à l'échelle du département
|                                                      |                                                    |                           |                           |                          |                          |  |
|                                                      |                                                    | Premier tour 11 juin 2017 | Premier tour 11 juin 2017 | Second tour 18 juin 2017 | Second tour 18 juin 2017 |  |
|                                                      |                                                    |                           |                           |                          |                          |  |
|                                                      |                                                    | Nombre                    | % des inscrits            | Nombre                   | % des inscrits           |  |
| Inscrits                                             | Inscrits                                           | 994 966                   | 100,00                    | 994 939                  | 100,00                   |  |
| Abstentions                                          | Abstentions                                        | 455 311                   | 45,76                     | 559 308                  | 56,22                    |  |
| Votants                                              | Votants                                            | 539 655                   | 54,24                     | 435 631                  | 43,78                    |  |
|                                                      |                                                    |                           | % des votants             |                          | % des votants            |  |
| Bulletins blancs                                     | Bulletins blancs                                   | 7 232                     | 1,34                      | 32 850                   | 7,54                     |  |
| Bulletins nuls                                       | Bulletins nuls                                     | 2 752                     | 0,52                      | 10 997                   | 2,52                     |  |
| Suffrages exprimés                                   | Suffrages exprimés                                 | 529 671                   | 98,15                     | 391 784                  | 89,93                    |  |
|                                                      |                                                    |                           |                           |                          |                          |  |
| Candidat Étiquette politique (partis et alliances)   | Candidat Étiquette politique (partis et alliances) | Voix                      | % des exprimés            | Voix                     | % des exprimés           |  |
|                                                      |                                                    |                           |                           |                          |                          |  |
|                                                      | La République en marche                            | 166 450                   | 31,43                     | 182 964                  | 46,7                     |  |
|                                                      | La France insoumise                                | 75 626                    | 14,28                     | 61 300                   | 15,65                    |  |
|                                                      | Les Républicains                                   | 67 206                    | 12,69                     | 74 063                   | 18,9                     |  |
|                                                      | Mouvement démocrate                                | 49 442                    | 9,33                      | 55 821                   | 14,25                    |  |
|                                                      | Parti socialiste                                   | 39 538                    | 7,46                      | 17 636                   | 4,5                      |  |
|                                                      | Front national                                     | 38 746                    | 7,32                      |                          |                          |  |
|                                                      | Europe Écologie Les Verts                          | 26 009                    | 4,91                      |                          |                          |  |
|                                                      | Divers gauche                                      | 13 362                    | 2,52                      |                          |                          |  |
|                                                      | Union des démocrates et indépendants               | 13 291                    | 2,51                      |                          |                          |  |
|                                                      | Régionaliste                                       | 8 218                     | 1,55                      |                          |                          |  |
|                                                      | Parti communiste français                          | 7 417                     | 1,40                      |                          |                          |  |
|                                                      | Debout la France                                   | 6 302                     | 1,19                      |                          |                          |  |
|                                                      | Divers                                             | 5 936                     | 1,12                      |                          |                          |  |
|                                                      | Divers droite                                      | 4 753                     | 0,90                      |                          |                          |  |
|                                                      | Extrême gauche                                     | 3 830                     | 0,72                      |                          |                          |  |
|                                                      | Écologiste                                         | 1 899                     | 0,36                      |                          |                          |  |
|                                                      | Parti radical de gauche                            | 1 268                     | 0,24                      |                          |                          |  |
|                                                      | Extrême droite                                     | 378                       | 0,07                      |                          |                          |  |
| Source : Ministère de l'Intérieur - Loire-Atlantique |                                                    |                           |                           |                          |                          |  |

### Résultats par circonscription

#### Première circonscription
Député sortant : François de Rugy (Parti écologiste).
|                                                                                     |                                                                              |                           |                           |                          |                          |
|                                                                                     |                                                                              | Premier tour 11 juin 2017 | Premier tour 11 juin 2017 | Second tour 18 juin 2017 | Second tour 18 juin 2017 |
|                                                                                     |                                                                              |                           |                           |                          |                          |
|                                                                                     |                                                                              | Nombre                    | % des inscrits            | Nombre                   | % des inscrits           |
| Inscrits                                                                            | Inscrits                                                                     | 74 937                    | 100,00                    | 74 936                   | 100,00                   |
| Abstentions                                                                         | Abstentions                                                                  | 33 085                    | 44,15                     | 42 598                   | 56,85                    |
| Votants                                                                             | Votants                                                                      | 41 852                    | 55,85                     | 32 338                   | 43,15                    |
|                                                                                     |                                                                              |                           | % des votants             |                          | % des votants            |
| Bulletins blancs                                                                    | Bulletins blancs                                                             | 614                       | 1,47                      | 3 284                    | 10,16                    |
| Bulletins nuls                                                                      | Bulletins nuls                                                               | 111                       | 0,27                      | 636                      | 1,97                     |
| Suffrages exprimés                                                                  | Suffrages exprimés                                                           | 41 127                    | 98,27                     | 28 418                   | 87,88                    |
|                                                                                     |                                                                              |                           |                           |                          |                          |
| Candidat Étiquette politique (partis et alliances)                                  | Candidat Étiquette politique (partis et alliances)                           | Voix                      | % des exprimés            | Voix                     | % des exprimés           |
|                                                                                     |                                                                              |                           |                           |                          |                          |
|                                                                                     | François de Rugy (député sortant) La République en marche (Parti écologiste) | 18 645                    | 45,34                     | 18 796                   | 66,14                    |
|                                                                                     | Julien Bainvel Les Républicains (Union des démocrates et indépendants)       | 7 092                     | 17,24                     | 9 622                    | 33,86                    |
|                                                                                     | Sylvie Clabecq La France insoumise                                           | 4 935                     | 12,00                     |                          |                          |
|                                                                                     | Aymeric Seassau Parti communiste français                                    | 2 980                     | 7,25                      |                          |                          |
|                                                                                     | Jean-Michel Mézange Europe Écologie Les Verts                                | 1 920                     | 4,67                      |                          |                          |
|                                                                                     | Guylène Friard Front national                                                | 1 822                     | 4,43                      |                          |                          |
|                                                                                     | Blandine Krysmann Divers droite (Parti chrétien-démocrate)                   | 828                       | 2,01                      |                          |                          |
|                                                                                     | Margot Medkour Divers gauche (Mouvement du 10 novembre - Parti pirate)       | 554                       | 1,35                      |                          |                          |
|                                                                                     | Nicole Girel Écologiste (Confédération pour l'homme, l'animal et la planète) | 450                       | 1,09                      |                          |                          |
|                                                                                     | Hippolyte Le Routier Debout la France                                        | 449                       | 1,09                      |                          |                          |
|                                                                                     | Michel Beaupré Régionaliste (Oui la Bretagne)                                | 345                       | 0,84                      |                          |                          |
|                                                                                     | Sylvie Garcia Divers (Union populaire républicaine)                          | 282                       | 0,69                      |                          |                          |
|                                                                                     | Antoine Nivard Divers droite (577-Les Indépendants)                          | 206                       | 0,50                      |                          |                          |
|                                                                                     | Sarah Frison Divers (Parti animaliste)                                       | 196                       | 0,48                      |                          |                          |
|                                                                                     | Philippe Renaud Régionaliste (Parti breton)                                  | 160                       | 0,39                      |                          |                          |
|                                                                                     | Hélène Defrance Lutte ouvrière                                               | 152                       | 0,37                      |                          |                          |
|                                                                                     | Guillaume Brunet Divers gauche                                               | 111                       | 0,27                      |                          |                          |
| Source : Ministère de l'Intérieur - Première circonscription de la Loire-Atlantique |                                                                              |                           |                           |                          |                          |

#### Deuxième circonscription
Député sortant : Marie-Françoise Clergeau (Parti socialiste).
|                                                                                     |                                                                          |                           |                           |                          |                          |
|                                                                                     |                                                                          | Premier tour 11 juin 2017 | Premier tour 11 juin 2017 | Second tour 18 juin 2017 | Second tour 18 juin 2017 |
|                                                                                     |                                                                          |                           |                           |                          |                          |
|                                                                                     |                                                                          | Nombre                    | % des inscrits            | Nombre                   | % des inscrits           |
| Inscrits                                                                            | Inscrits                                                                 | 85 834                    | 100,00                    | 85 838                   | 100,00                   |
| Abstentions                                                                         | Abstentions                                                              | 37 107                    | 43,23                     | 46 868                   | 54,60                    |
| Votants                                                                             | Votants                                                                  | 48 727                    | 56,77                     | 38 970                   | 45,40                    |
|                                                                                     |                                                                          |                           | % des votants             |                          | % des votants            |
| Bulletins blancs                                                                    | Bulletins blancs                                                         | 419                       | 0,86                      | 2 392                    | 6,14                     |
| Bulletins nuls                                                                      | Bulletins nuls                                                           | 142                       | 0,29                      | 666                      | 1,71                     |
| Suffrages exprimés                                                                  | Suffrages exprimés                                                       | 48 166                    | 98,85                     | 35 912                   | 92,16                    |
|                                                                                     |                                                                          |                           |                           |                          |                          |
| Candidat Étiquette politique (partis et alliances)                                  | Candidat Étiquette politique (partis et alliances)                       | Voix                      | % des exprimés            | Voix                     | % des exprimés           |
|                                                                                     |                                                                          |                           |                           |                          |                          |
|                                                                                     | Valérie Oppelt La République en marche                                   | 19 160                    | 39,78                     | 21 542                   | 59,99                    |
|                                                                                     | Carole Malard La France insoumise                                        | 7 627                     | 15,83                     | 14 370                   | 40,01                    |
|                                                                                     | Sébastien Pilard Les Républicains (Union des démocrates et indépendants) | 6 717                     | 13,95                     |                          |                          |
|                                                                                     | Pascale Chiron Europe Écologie Les Verts                                 | 4 905                     | 10,18                     |                          |                          |
|                                                                                     | Alain Robert Parti socialiste                                            | 4 410                     | 9,16                      |                          |                          |
|                                                                                     | Agnès Chrissement Front national                                         | 1 888                     | 3,92                      |                          |                          |
|                                                                                     | Sophie Clocher Divers gauche (#MaVoix)                                   | 531                       | 1,10                      |                          |                          |
|                                                                                     | Elhadi Azzi Parti radical de gauche (Génération écologie)                | 464                       | 0,96                      |                          |                          |
|                                                                                     | Jean de Mascureau Debout la France                                       | 421                       | 0,87                      |                          |                          |
|                                                                                     | Isabelle Dudouet-Bercegeay Divers (Parti animaliste)                     | 377                       | 0,78                      |                          |                          |
|                                                                                     | Mary Haway Divers gauche (Mouvement du 10 novembre - Parti pirate)       | 310                       | 0,64                      |                          |                          |
|                                                                                     | Oriane Lévêque Divers (Union populaire républicaine)                     | 274                       | 0,57                      |                          |                          |
|                                                                                     | Aurélien Boulé Régionaliste (Oui la Bretagne)                            | 247                       | 0,51                      |                          |                          |
|                                                                                     | Sandra Cormier Extrême gauche (Nouveau Parti anticapitaliste)            | 242                       | 0,50                      |                          |                          |
|                                                                                     | Nicolas Bazille Lutte ouvrière                                           | 234                       | 0,49                      |                          |                          |
|                                                                                     | Donatienne Jossic Régionaliste (Parti breton)                            | 178                       | 0,37                      |                          |                          |
|                                                                                     | Laurent Cottereau Divers gauche                                          | 96                        | 0,20                      |                          |                          |
|                                                                                     | François Chapron Divers gauche                                           | 85                        | 0,18                      |                          |                          |
|                                                                                     | Béatrice Dumontet-Tarrius Divers droite                                  | 0                         | 0,00                      |                          |                          |
| Source : Ministère de l'Intérieur - Deuxième circonscription de la Loire-Atlantique |                                                                          |                           |                           |                          |                          |

#### Troisième circonscription
Député sortant : Karine Daniel (Parti socialiste).
|                                                                                      |                                                                             |                           |                           |                          |                          |
|                                                                                      |                                                                             | Premier tour 11 juin 2017 | Premier tour 11 juin 2017 | Second tour 18 juin 2017 | Second tour 18 juin 2017 |
|                                                                                      |                                                                             |                           |                           |                          |                          |
|                                                                                      |                                                                             | Nombre                    | % des inscrits            | Nombre                   | % des inscrits           |
| Inscrits                                                                             | Inscrits                                                                    | 92 169                    | 100,00                    | 92 169                   | 100,00                   |
| Abstentions                                                                          | Abstentions                                                                 | 44 055                    | 47,80                     | 52 103                   | 56,53                    |
| Votants                                                                              | Votants                                                                     | 48 114                    | 52,20                     | 40 066                   | 43,47                    |
|                                                                                      |                                                                             |                           | % des votants             |                          | % des votants            |
| Bulletins blancs                                                                     | Bulletins blancs                                                            | 653                       | 1,36                      | 2 611                    | 6,52                     |
| Bulletins nuls                                                                       | Bulletins nuls                                                              | 115                       | 0,24                      | 577                      | 1,44                     |
| Suffrages exprimés                                                                   | Suffrages exprimés                                                          | 47 346                    | 98,40                     | 36 878                   | 92,04                    |
|                                                                                      |                                                                             |                           |                           |                          |                          |
| Candidat Étiquette politique (partis et alliances)                                   | Candidat Étiquette politique (partis et alliances)                          | Voix                      | % des exprimés            | Voix                     | % des exprimés           |
|                                                                                      |                                                                             |                           |                           |                          |                          |
|                                                                                      | Anne-France Brunet La République en marche                                  | 18 301                    | 38,65                     | 20 746                   | 56,26                    |
|                                                                                      | Martine Gourdon La France insoumise                                         | 7 921                     | 16,73                     | 16 132                   | 43,74                    |
|                                                                                      | Karine Daniel (députée sortante) Parti socialiste                           | 6 510                     | 13,75                     |                          |                          |
|                                                                                      | Rozenn Hamel Les Républicains (Union des démocrates et indépendants)        | 4 122                     | 8,71                      |                          |                          |
|                                                                                      | Judith Leray Europe Écologie Les Verts                                      | 3 341                     | 7,06                      |                          |                          |
|                                                                                      | Eléonore Revel Front national                                               | 3 088                     | 6,52                      |                          |                          |
|                                                                                      | Chantal Durand Debout la France                                             | 639                       | 1,35                      |                          |                          |
|                                                                                      | Robin Salecroix Parti communiste français (Front de gauche)                 | 465                       | 0,98                      |                          |                          |
|                                                                                      | Gwenvaël Duret Régionaliste (Oui la Bretagne - Union démocratique bretonne) | 463                       | 0,98                      |                          |                          |
|                                                                                      | Sylvie Boulé Divers (Mouvement du 10 novembre - Parti pirate)               | 429                       | 0,91                      |                          |                          |
|                                                                                      | Michaël Protat Divers (Parti animaliste)                                    | 348                       | 0,74                      |                          |                          |
|                                                                                      | Alain Parisot Divers (Union populaire républicaine)                         | 328                       | 0,69                      |                          |                          |
|                                                                                      | Michaël Hervé Régionaliste (Mouvement 100 % - Parti fédéraliste européen)   | 305                       | 0,64                      |                          |                          |
|                                                                                      | Hélène Dolidon Lutte ouvrière                                               | 305                       | 0,64                      |                          |                          |
|                                                                                      | Pierre Sabattier Divers droite (Parti chrétien-démocrate)                   | 297                       | 0,63                      |                          |                          |
|                                                                                      | Régis Tersiquel Divers (Parti du vote blanc)                                | 253                       | 0,53                      |                          |                          |
|                                                                                      | Dominique Norval Parti radical de gauche (Génération écologie)              | 128                       | 0,27                      |                          |                          |
|                                                                                      | Olivier Terrien Extrême gauche (Communistes)                                | 103                       | 0,22                      |                          |                          |
| Source : Ministère de l'Intérieur - Troisième circonscription de la Loire-Atlantique |                                                                             |                           |                           |                          |                          |

#### Quatrième circonscription
Député sortant : Dominique Raimbourg (Parti socialiste).
|                                                                                      |                                                                               |                           |                           |                          |                          |
|                                                                                      |                                                                               | Premier tour 11 juin 2017 | Premier tour 11 juin 2017 | Second tour 18 juin 2017 | Second tour 18 juin 2017 |
|                                                                                      |                                                                               |                           |                           |                          |                          |
|                                                                                      |                                                                               | Nombre                    | % des inscrits            | Nombre                   | % des inscrits           |
| Inscrits                                                                             | Inscrits                                                                      | 89 018                    | 100,00                    | 89 004                   | 100,00                   |
| Abstentions                                                                          | Abstentions                                                                   | 40 943                    | 45,99                     | 48 774                   | 54,80                    |
| Votants                                                                              | Votants                                                                       | 48 075                    | 54,01                     | 40 230                   | 45,20                    |
|                                                                                      |                                                                               |                           | % des votants             |                          | % des votants            |
| Bulletins blancs                                                                     | Bulletins blancs                                                              | 471                       | 0,98                      | 2 211                    | 5,50                     |
| Bulletins nuls                                                                       | Bulletins nuls                                                                | 211                       | 0,44                      | 815                      | 2,03                     |
| Suffrages exprimés                                                                   | Suffrages exprimés                                                            | 47 393                    | 98,58                     | 37 204                   | 92,48                    |
|                                                                                      |                                                                               |                           |                           |                          |                          |
| Candidat Étiquette politique (partis et alliances)                                   | Candidat Étiquette politique (partis et alliances)                            | Voix                      | % des exprimés            | Voix                     | % des exprimés           |
|                                                                                      |                                                                               |                           |                           |                          |                          |
|                                                                                      | Aude Amadou La République en marche                                           | 18 577                    | 39,20                     | 21 179                   | 56,93                    |
|                                                                                      | Vincent Egron La France insoumise                                             | 8 238                     | 17,38                     | 16 025                   | 43,07                    |
|                                                                                      | Dominique Raimbourg (député sortant) Parti socialiste                         | 7 751                     | 16,35                     |                          |                          |
|                                                                                      | Isabelle Merand Union des démocrates et indépendants (Les Républicains)       | 4 085                     | 8,62                      |                          |                          |
|                                                                                      | Alain Avello Front national                                                   | 2 657                     | 5,61                      |                          |                          |
|                                                                                      | François Nicolas Europe Écologie Les Verts                                    | 2 307                     | 4,87                      |                          |                          |
|                                                                                      | Élodie Calonne Debout la France                                               | 646                       | 1,36                      |                          |                          |
|                                                                                      | Lilian Scales Écologiste (Confédération pour l'homme, l'animal et la planète) | 638                       | 1,35                      |                          |                          |
|                                                                                      | Mireille Pernot Parti communiste français (Front de gauche)                   | 539                       | 1,14                      |                          |                          |
|                                                                                      | Amélie Barrely Régionaliste (Oui la Bretagne - Union démocratique bretonne)   | 329                       | 0,69                      |                          |                          |
|                                                                                      | Bernard Rineau Divers droite (Parti chrétien-démocrate)                       | 292                       | 0,62                      |                          |                          |
|                                                                                      | Marie Cram Divers (Union populaire républicaine)                              | 265                       | 0,56                      |                          |                          |
|                                                                                      | Paul Raynaud Lutte ouvrière                                                   | 235                       | 0,50                      |                          |                          |
|                                                                                      | André Koriat Divers (Parti du vote blanc)                                     | 219                       | 0,46                      |                          |                          |
|                                                                                      | Nassira Semsar Behague Parti radical de gauche (Génération écologie)          | 190                       | 0,40                      |                          |                          |
|                                                                                      | Jean-Noël Rebora Divers gauche (Mouvement 100 %)                              | 185                       | 0,39                      |                          |                          |
|                                                                                      | Maud Legeay Divers (Parti animaliste)                                         | 174                       | 0,37                      |                          |                          |
|                                                                                      | Samuel Magaud Extrême gauche (Communistes)                                    | 66                        | 0,14                      |                          |                          |
| Source : Ministère de l'Intérieur - Quatrième circonscription de la Loire-Atlantique |                                                                               |                           |                           |                          |                          |

#### Cinquième circonscription
Député sortant : Michel Ménard (Parti socialiste).
|                                                                                      |                                                                                     |                           |                           |                          |                          |
|                                                                                      |                                                                                     | Premier tour 11 juin 2017 | Premier tour 11 juin 2017 | Second tour 18 juin 2017 | Second tour 18 juin 2017 |
|                                                                                      |                                                                                     |                           |                           |                          |                          |
|                                                                                      |                                                                                     | Nombre                    | % des inscrits            | Nombre                   | % des inscrits           |
| Inscrits                                                                             | Inscrits                                                                            | 116 335                   | 100,00                    | 116 331                  | 100,00                   |
| Abstentions                                                                          | Abstentions                                                                         | 51 504                    | 44,27                     | 65 292                   | 56,13                    |
| Votants                                                                              | Votants                                                                             | 64 831                    | 55,73                     | 51 039                   | 43,87                    |
|                                                                                      |                                                                                     |                           | % des votants             |                          | % des votants            |
| Bulletins blancs                                                                     | Bulletins blancs                                                                    | 793                       | 1,22                      | 4 284                    | 8,39                     |
| Bulletins nuls                                                                       | Bulletins nuls                                                                      | 317                       | 0,49                      | 1 506                    | 2,95                     |
| Suffrages exprimés                                                                   | Suffrages exprimés                                                                  | 63 721                    | 98,29                     | 45 249                   | 88,66                    |
|                                                                                      |                                                                                     |                           |                           |                          |                          |
| Candidat Étiquette politique (partis et alliances)                                   | Candidat Étiquette politique (partis et alliances)                                  | Voix                      | % des exprimés            | Voix                     | % des exprimés           |
|                                                                                      |                                                                                     |                           |                           |                          |                          |
|                                                                                      | Sarah El Haïry Mouvement démocrate                                                  | 26 346                    | 41,35                     | 27 613                   | 61,02                    |
|                                                                                      | Michel Ménard (député sortant) Parti socialiste                                     | 8 886                     | 13,95                     | 17 636                   | 38,98                    |
|                                                                                      | Frédéric Maindron Union des démocrates et indépendants (Les Républicains)           | 8 774                     | 13,77                     |                          |                          |
|                                                                                      | Katell Andromaque La France insoumise                                               | 8 723                     | 13,69                     |                          |                          |
|                                                                                      | Arnaud de Rigné Front national                                                      | 4 052                     | 6,36                      |                          |                          |
|                                                                                      | Franco Fedele Europe Écologie Les Verts                                             | 2 965                     | 4,65                      |                          |                          |
|                                                                                      | Solange Dalifard Debout la France                                                   | 862                       | 1,35                      |                          |                          |
|                                                                                      | Pierre-Emmanuel Marais Régionaliste (Oui la Bretagne - Union démocratique bretonne) | 654                       | 1,03                      |                          |                          |
|                                                                                      | Dominique Anée Divers droite (577-Les Indépendants)                                 | 479                       | 0,75                      |                          |                          |
|                                                                                      | Michel Laboureur Parti communiste français                                          | 465                       | 0,73                      |                          |                          |
|                                                                                      | Didier Lefebvre Régionaliste (Parti breton)                                         | 434                       | 0,68                      |                          |                          |
|                                                                                      | Hugo Sonnier Divers (Union populaire républicaine)                                  | 392                       | 0,62                      |                          |                          |
|                                                                                      | Josette Bioret Divers gauche (Mouvement du 10 novembre - Parti pirate)              | 352                       | 0,55                      |                          |                          |
|                                                                                      | Stéphane Pellegrini Lutte ouvrière                                                  | 337                       | 0,53                      |                          |                          |
| Source : Ministère de l'Intérieur - Cinquième circonscription de la Loire-Atlantique |                                                                                     |                           |                           |                          |                          |

#### Sixième circonscription
Député sortant : Yves Daniel (Parti socialiste).
|                                                                                    |                                                                                   |                           |                           |                          |                          |
|                                                                                    |                                                                                   | Premier tour 11 juin 2017 | Premier tour 11 juin 2017 | Second tour 18 juin 2017 | Second tour 18 juin 2017 |
|                                                                                    |                                                                                   |                           |                           |                          |                          |
|                                                                                    |                                                                                   | Nombre                    | % des inscrits            | Nombre                   | % des inscrits           |
| Inscrits                                                                           | Inscrits                                                                          | 110 233                   | 100,00                    | 110 229                  | 100,00                   |
| Abstentions                                                                        | Abstentions                                                                       | 51 220                    | 46,47                     | 61 836                   | 56,10                    |
| Votants                                                                            | Votants                                                                           | 59 013                    | 53,53                     | 48 393                   | 43,90                    |
|                                                                                    |                                                                                   |                           | % des votants             |                          | % des votants            |
| Bulletins blancs                                                                   | Bulletins blancs                                                                  | 1 111                     | 1,88                      | 3 990                    | 8,24                     |
| Bulletins nuls                                                                     | Bulletins nuls                                                                    | 495                       | 0,84                      | 1 645                    | 3,40                     |
| Suffrages exprimés                                                                 | Suffrages exprimés                                                                | 57 407                    | 97,28                     | 42 758                   | 88,00                    |
|                                                                                    |                                                                                   |                           |                           |                          |                          |
| Candidat Étiquette politique (partis et alliances)                                 | Candidat Étiquette politique (partis et alliances)                                | Voix                      | % des exprimés            | Voix                     | % des exprimés           |
|                                                                                    |                                                                                   |                           |                           |                          |                          |
|                                                                                    | Yves Daniel (député sortant) La République en marche                              | 22 921                    | 39,93                     | 26 420                   | 61,79                    |
|                                                                                    | Alain Hunault Les Républicains (Union des démocrates et indépendants)             | 12 400                    | 21,60                     | 16 338                   | 38,21                    |
|                                                                                    | Brigitte Maillet La France insoumise                                              | 8 156                     | 14,21                     |                          |                          |
|                                                                                    | Brigitte Nedelec Front national                                                   | 5 743                     | 10,00                     |                          |                          |
|                                                                                    | Gérard Poisson Parti socialiste (Europe Écologie Les Verts)                       | 3 308                     | 5,76                      |                          |                          |
|                                                                                    | Sandra Bureau Divers droite (Debout la France - Mouvement pour la France)         | 1 445                     | 2,52                      |                          |                          |
|                                                                                    | Jacky Flippot Régionaliste (Parti breton)                                         | 748                       | 1,30                      |                          |                          |
|                                                                                    | Bruno Chevalier Divers gauche (Mouvement républicain et citoyen)                  | 655                       | 1,14                      |                          |                          |
|                                                                                    | Antoine Lépine Divers droite (577-Les Indépendants)                               | 609                       | 1,06                      |                          |                          |
|                                                                                    | Anne Cadorel-Quétier Régionaliste (Oui la Bretagne - Union démocratique bretonne) | 562                       | 0,98                      |                          |                          |
|                                                                                    | Marie-Louise Dupas Lutte ouvrière                                                 | 551                       | 0,96                      |                          |                          |
|                                                                                    | Florence Thomas Divers (Union populaire républicaine)                             | 309                       | 0,54                      |                          |                          |
| Source : Ministère de l'Intérieur - Sixième circonscription de la Loire-Atlantique |                                                                                   |                           |                           |                          |                          |

#### Septième circonscription
Député sortant : Christophe Priou (Les Républicains).
|                                                                                     |                                                                              |                           |                           |                          |                          |
|                                                                                     |                                                                              | Premier tour 11 juin 2017 | Premier tour 11 juin 2017 | Second tour 18 juin 2017 | Second tour 18 juin 2017 |
|                                                                                     |                                                                              |                           |                           |                          |                          |
|                                                                                     |                                                                              | Nombre                    | % des inscrits            | Nombre                   | % des inscrits           |
| Inscrits                                                                            | Inscrits                                                                     | 108 229                   | 100,00                    | 108 228                  | 100,00                   |
| Abstentions                                                                         | Abstentions                                                                  | 49 719                    | 45,94                     | 60 087                   | 55,52                    |
| Votants                                                                             | Votants                                                                      | 58 510                    | 54,06                     | 48 141                   | 44,48                    |
|                                                                                     |                                                                              |                           | % des votants             |                          | % des votants            |
| Bulletins blancs                                                                    | Bulletins blancs                                                             | 867                       | 1,48                      | 3 688                    | 7,66                     |
| Bulletins nuls                                                                      | Bulletins nuls                                                               | 297                       | 0,51                      | 1 289                    | 2,68                     |
| Suffrages exprimés                                                                  | Suffrages exprimés                                                           | 57 346                    | 98,01                     | 43 164                   | 89,66                    |
|                                                                                     |                                                                              |                           |                           |                          |                          |
| Candidat Étiquette politique (partis et alliances)                                  | Candidat Étiquette politique (partis et alliances)                           | Voix                      | % des exprimés            | Voix                     | % des exprimés           |
|                                                                                     |                                                                              |                           |                           |                          |                          |
|                                                                                     | Sandrine Josso La République en marche                                       | 24 615                    | 42,92                     | 26 377                   | 61,11                    |
|                                                                                     | Franck Louvrier Les Républicains (Union des démocrates et indépendants)      | 11 852                    | 20,67                     | 16 787                   | 38,89                    |
|                                                                                     | Catherine Legal La France insoumise                                          | 6 631                     | 11,56                     |                          |                          |
|                                                                                     | Doris Noël Front national                                                    | 4 932                     | 8,60                      |                          |                          |
|                                                                                     | Anne Boyé Parti socialiste                                                   | 2 695                     | 4,70                      |                          |                          |
|                                                                                     | Yves Coquard Europe Écologie Les Verts                                       | 2 045                     | 3,57                      |                          |                          |
|                                                                                     | Gaël Bourdeau Debout la France                                               | 984                       | 1,72                      |                          |                          |
|                                                                                     | Véronique Mahé Parti communiste français                                     | 832                       | 1,45                      |                          |                          |
|                                                                                     | Valérie Houguet Régionaliste (Oui la Bretagne - Union démocratique bretonne) | 824                       | 1,44                      |                          |                          |
|                                                                                     | Arnaud Courjal Régionaliste (Mouvement 100 % - Parti breton)                 | 655                       | 1,14                      |                          |                          |
|                                                                                     | Paul Lachal Divers gauche (Nouvelle Donne)                                   | 452                       | 0,79                      |                          |                          |
|                                                                                     | Rémy Fancelli Divers (Union populaire républicaine)                          | 442                       | 0,77                      |                          |                          |
|                                                                                     | Marie-France Belin Lutte ouvrière                                            | 387                       | 0,67                      |                          |                          |
| Source : Ministère de l'Intérieur - Septième circonscription de la Loire-Atlantique |                                                                              |                           |                           |                          |                          |

#### Huitième circonscription
Député sortant : Marie-Odile Bouillé (Parti socialiste).
|                                                                                     |                                                                           |                           |                           |                          |                          |
|                                                                                     |                                                                           | Premier tour 11 juin 2017 | Premier tour 11 juin 2017 | Second tour 18 juin 2017 | Second tour 18 juin 2017 |
|                                                                                     |                                                                           |                           |                           |                          |                          |
|                                                                                     |                                                                           | Nombre                    | % des inscrits            | Nombre                   | % des inscrits           |
| Inscrits                                                                            | Inscrits                                                                  | 85 601                    | 100,00                    | 85 603                   | 100,00                   |
| Abstentions                                                                         | Abstentions                                                               | 42 550                    | 49,71                     | 48 934                   | 57,16                    |
| Votants                                                                             | Votants                                                                   | 43 051                    | 50,29                     | 36 669                   | 42,84                    |
|                                                                                     |                                                                           |                           | % des votants             |                          | % des votants            |
| Bulletins blancs                                                                    | Bulletins blancs                                                          | 501                       | 1,16                      | 1 743                    | 4,75                     |
| Bulletins nuls                                                                      | Bulletins nuls                                                            | 186                       | 0,43                      | 809                      | 2,21                     |
| Suffrages exprimés                                                                  | Suffrages exprimés                                                        | 42 364                    | 98,40                     | 34 117                   | 93,04                    |
|                                                                                     |                                                                           |                           |                           |                          |                          |
| Candidat Étiquette politique (partis et alliances)                                  | Candidat Étiquette politique (partis et alliances)                        | Voix                      | % des exprimés            | Voix                     | % des exprimés           |
|                                                                                     |                                                                           |                           |                           |                          |                          |
|                                                                                     | Audrey Dufeu-Schubert La République en marche                             | 16 285                    | 38,44                     | 19 344                   | 56,70                    |
|                                                                                     | Lionel Debraye La France insoumise                                        | 6 768                     | 15,98                     | 14 773                   | 43,30                    |
|                                                                                     | Laurianne Deniaud Parti socialiste                                        | 5 978                     | 14,11                     |                          |                          |
|                                                                                     | Gauthier Bouchet Front national                                           | 3 816                     | 9,01                      |                          |                          |
|                                                                                     | Florence Beuvelet Les Républicains (Union des démocrates et indépendants) | 3 394                     | 8,01                      |                          |                          |
|                                                                                     | Fabrice Bazin Europe Écologie Les Verts                                   | 1 692                     | 3,99                      |                          |                          |
|                                                                                     | Yvon Renévot Parti communiste français                                    | 1 042                     | 2,46                      |                          |                          |
|                                                                                     | Armelle Guénolé Debout la France                                          | 581                       | 1,37                      |                          |                          |
|                                                                                     | Hervé Carro Régionaliste (Oui la Bretagne - Union démocratique bretonne)  | 520                       | 1,23                      |                          |                          |
|                                                                                     | Stéphanie Chagnon Divers (Parti animaliste)                               | 500                       | 1,18                      |                          |                          |
|                                                                                     | Dennis Octor Parti radical de gauche                                      | 486                       | 1,15                      |                          |                          |
|                                                                                     | Eddy Le Beller Lutte ouvrière                                             | 436                       | 1,03                      |                          |                          |
|                                                                                     | Pierre-Christophe Rousseau Divers (Parti pirate)                          | 309                       | 0,73                      |                          |                          |
|                                                                                     | Philippe Moreau Régionaliste (Mouvement 100 % - Parti breton)             | 305                       | 0,72                      |                          |                          |
|                                                                                     | Tony Moulis Divers (Union populaire républicaine)                         | 252                       | 0,59                      |                          |                          |
|                                                                                     | Catherine Tarrius Divers droite                                           | 0                         | 0,00                      |                          |                          |
| Source : Ministère de l'Intérieur - Huitième circonscription de la Loire-Atlantique |                                                                           |                           |                           |                          |                          |

#### Neuvième circonscription
Député sortant : Monique Rabin (Parti socialiste).
|                                                                                     |                                                                       |                           |                           |                          |                          |
|                                                                                     |                                                                       | Premier tour 11 juin 2017 | Premier tour 11 juin 2017 | Second tour 18 juin 2017 | Second tour 18 juin 2017 |
|                                                                                     |                                                                       |                           |                           |                          |                          |
|                                                                                     |                                                                       | Nombre                    | % des inscrits            | Nombre                   | % des inscrits           |
| Inscrits                                                                            | Inscrits                                                              | 117 881                   | 100,00                    | 117 872                  | 100,00                   |
| Abstentions                                                                         | Abstentions                                                           | 53 941                    | 45,76                     | 67 697                   | 57,43                    |
| Votants                                                                             | Votants                                                               | 63 940                    | 54,24                     | 50 175                   | 42,57                    |
|                                                                                     |                                                                       |                           | % des votants             |                          | % des votants            |
| Bulletins blancs                                                                    | Bulletins blancs                                                      | 886                       | 1,39                      | 5 032                    | 10,03                    |
| Bulletins nuls                                                                      | Bulletins nuls                                                        | 462                       | 0,72                      | 1 759                    | 3,51                     |
| Suffrages exprimés                                                                  | Suffrages exprimés                                                    | 62 592                    | 97,89                     | 43 384                   | 86,22                    |
|                                                                                     |                                                                       |                           |                           |                          |                          |
| Candidat Étiquette politique (partis et alliances)                                  | Candidat Étiquette politique (partis et alliances)                    | Voix                      | % des exprimés            | Voix                     | % des exprimés           |
|                                                                                     |                                                                       |                           |                           |                          |                          |
|                                                                                     | Yannick Haury Mouvement démocrate (La République en marche)           | 23 096                    | 36,90                     | 28 208                   | 65,02                    |
|                                                                                     | Claire Hugues Les Républicains (Union des démocrates et indépendants) | 9 560                     | 15,27                     | 15 176                   | 34,98                    |
|                                                                                     | Monique Rabin (députée sortante) Divers gauche (Parti socialiste)     | 8 291                     | 13,25                     |                          |                          |
|                                                                                     | Jean-Marie Cosson La France insoumise                                 | 8 227                     | 13,14                     |                          |                          |
|                                                                                     | Jean-Luc Javel Front national                                         | 6 478                     | 10,35                     |                          |                          |
|                                                                                     | Corine Guignard Europe Écologie Les Verts                             | 2 379                     | 3,80                      |                          |                          |
|                                                                                     | Christophe Grandet Divers gauche                                      | 1 578                     | 2,52                      |                          |                          |
|                                                                                     | Christian Boisteau Debout la France                                   | 932                       | 1,49                      |                          |                          |
|                                                                                     | Françoise Godard Parti communiste français                            | 461                       | 0,74                      |                          |                          |
|                                                                                     | Annie Hervo Lutte ouvrière                                            | 429                       | 0,69                      |                          |                          |
|                                                                                     | Karol Dolu Régionaliste (Parti breton)                                | 368                       | 0,59                      |                          |                          |
|                                                                                     | Isabelle Marzin Régionaliste (Oui la Bretagne)                        | 352                       | 0,56                      |                          |                          |
|                                                                                     | Lionel Garcia Divers (Union populaire républicaine)                   | 279                       | 0,45                      |                          |                          |
|                                                                                     | Delphine Boulois Divers gauche (Hexagone)                             | 162                       | 0,26                      |                          |                          |
| Source : Ministère de l'Intérieur - Neuvième circonscription de la Loire-Atlantique |                                                                       |                           |                           |                          |                          |

#### Dixième circonscription
Député sortant : Sophie Errante (Parti socialiste).
|                                                                                    |                                                                             |                           |                           |                          |                          |
|                                                                                    |                                                                             | Premier tour 11 juin 2017 | Premier tour 11 juin 2017 | Second tour 18 juin 2017 | Second tour 18 juin 2017 |
|                                                                                    |                                                                             |                           |                           |                          |                          |
|                                                                                    |                                                                             | Nombre                    | % des inscrits            | Nombre                   | % des inscrits           |
| Inscrits                                                                           | Inscrits                                                                    | 114 729                   | 100,00                    | 114 729                  | 100,00                   |
| Abstentions                                                                        | Abstentions                                                                 | 51 187                    | 44,62                     | 65 119                   | 56,76                    |
| Votants                                                                            | Votants                                                                     | 63 542                    | 55,38                     | 49 610                   | 43,24                    |
|                                                                                    |                                                                             |                           | % des votants             |                          | % des votants            |
| Bulletins blancs                                                                   | Bulletins blancs                                                            | 917                       | 1,44                      | 3 615                    | 7,29                     |
| Bulletins nuls                                                                     | Bulletins nuls                                                              | 416                       | 0,65                      | 1 295                    | 2,61                     |
| Suffrages exprimés                                                                 | Suffrages exprimés                                                          | 62 209                    | 97,90                     | 44 700                   | 90,10                    |
|                                                                                    |                                                                             |                           |                           |                          |                          |
| Candidat Étiquette politique (partis et alliances)                                 | Candidat Étiquette politique (partis et alliances)                          | Voix                      | % des exprimés            | Voix                     | % des exprimés           |
|                                                                                    |                                                                             |                           |                           |                          |                          |
|                                                                                    | Sophie Errante (députée sortante) La République en marche                   | 27 946                    | 44,92                     | 28 560                   | 63,89                    |
|                                                                                    | Jérôme Guiho Les Républicains (Union des démocrates et indépendants)        | 12 069                    | 19,40                     | 16 140                   | 36,11                    |
|                                                                                    | Gaëlle Chaillot La France insoumise                                         | 8 400                     | 13,50                     |                          |                          |
|                                                                                    | Brigitte Héridel Europe Écologie Les Verts                                  | 4 455                     | 7,16                      |                          |                          |
|                                                                                    | Jean-Marc Beauvais Front national                                           | 4 270                     | 6,86                      |                          |                          |
|                                                                                    | Jérôme Debuire Écologiste (Alliance écologiste indépendante)                | 811                       | 1,30                      |                          |                          |
|                                                                                    | Christophe Audren Debout la France                                          | 788                       | 1,27                      |                          |                          |
|                                                                                    | Maxime Chéneau Régionaliste (Oui la Bretagne - Union démocratique bretonne) | 769                       | 1,24                      |                          |                          |
|                                                                                    | Marie-Claude Robin Parti communiste français                                | 633                       | 1,02                      |                          |                          |
|                                                                                    | Christine Trimoreau Divers droite (Parti chrétien-démocrate)                | 585                       | 0,94                      |                          |                          |
|                                                                                    | René Brevet Union des démocrates et indépendants (Les Centristes)           | 432                       | 0,69                      |                          |                          |
|                                                                                    | Daniel Tarlevé Extrême droite (Rebâtir la France)                           | 378                       | 0,61                      |                          |                          |
|                                                                                    | Yann Béliard Lutte ouvrière                                                 | 353                       | 0,57                      |                          |                          |
|                                                                                    | Émilie Leguen Divers (Union populaire républicaine)                         | 308                       | 0,50                      |                          |                          |
|                                                                                    | François Fautrad Divers droite (Alliance royale)                            | 12                        | 0,02                      |                          |                          |
| Source : Ministère de l'Intérieur - Dixième circonscription de la Loire-Atlantique |                                                                             |                           |                           |                          |                          |